# Сирийско-турецкие отношения
Двусторонние отношения на официальном уровне отсутствуют, несмотря на то, что эти две страны связаны множеством исторических и географических факторов.
Напряжённость в двусторонних отношениях впервые возникла из-за аннексии провинции Хатай Турцией в 1939 году. Другие исторические разногласия включали: вопросы водопользования, возникшие вследствие проекта Юго-Восточной Анатолии; поддержку Сирией курдской рабочей партии (РПК) и более не существующей секретной армии освобождения Армении. Отношения улучшились после октября 1998 года, когда лидер РПК Абдулла Оджалан был выслан сирийскими властями. Отношения вновь обострились после начала гражданской войны в Сирии, что привело к разрыву дипломатических отношений. Серьёзный инцидент произошёл в июне 2012 года, когда сирийцы сбили турецкий военный учебно-тренировочный самолёт, в результате чего Турция созвала экстренное заседание НАТО. Протяжённость государственной границы между странами составляет 899 км.

## История

### Аннексия Хатая
В 1938 году санджак Александрета вышел из-под французского мандата в Сирии в качестве независимой республики Хатай. 8 месяцев спустя, в 1939 году, по результатам референдума была присоединена к Турции как провинция Хатай. Это самоприсоединение никогда не было признано Сирией, которая продолжает показывать провинцию Хатай на картах как часть территории Сирии.
В настоящее время сирийцы придерживаются мнения, что эта территория является исторической частью Сирии и была незаконно передана Турции Францией. В Турции жива память о Сирии, как бывшей провинции Оттоманской империи. В 1938 году турецкая армия с согласия Франции вошла в сирийскую провинцию и изгнала оттуда большую часть арабов-алавитов и армян, составлявших на тот момент большинство населения провинции. Перед проведением референдума в провинцию Александретта из Турции перешли десятки тысяч турок и приняли участие в голосовании.
В 1938 году провинция провозгласила свою независимость от Франции. 29 июня того же года парламент новообразованной республики Хатай проголосовал за присоединение к Турции. Несмотря на то, что референдум был объявлен незаконным и сфальсифицированным, его результат был признан Францией в надежде, что Турция выступит против гитлеровской Германии.

### Спор о водных ресурсах
Ещё одним источником конфликтов стал вопрос о водных ресурсах. В рамках проекта по развитию Юго-Восточной Анатолии, Турция построила 19 плотин на Евфрате и Тигре . В результате приток воды в пограничные провинции Сирии заметно сократился. Такие же проблемы вызывал водозабор из реки Оронт, протекающей по территории спорной провинции Хатай.

### Курдский вопрос
Турция протестовала против поддержки, которую Сирия оказывала Курдской рабочей партии. В том числе, Турция утверждала, что для военной подготовки боевиков-курдов Сирия привлекла бывшего офицера СС Алоиса Бруннера.
Курдский вопрос поставил двусторонние отношения под угрозу разрыва, когда Турция пригрозила начать военные действия, если Сирия по-прежнему будет давать убежище лидеру КРП Абдулле Оджалану, много лет проживавшему в Дамаске. В октябре 1998 года Оджалан был выслан из Дамаска и в Сирии обязались прекратить укрывательство боевиков КРП. В 1999 году Турция и Сирия подписали Аданское соглашение, окрывшее путь к двустороннему взаимодействию в сфере безопасности.

## Развитие отношений

### Дипломатическая оттепель
В 2003 году Турция отказалась принимать участие во вторжении коалиционных сил в Ирак, что стало переломным моментом в улучшении двусторонних отношений. По мнению Сирии, этот отказ продемонстрировал способность Турции принимать самостоятельные внешнеполитические решения.
В конце 2004 года турецкий премьер-министр Реджеп Тайип Эрдоган посетил Дамаск для заключения соглашение о свободной торговле, результатом чего стали дальнейшие переговоры на высшем уровне, в том числе обмен визитами: Сирию посетил президент Турции Тургут Озал, на что последовал ответный визит Башара Асада — первый с момента образования Сирии визит сирийского президента в Турцию.
В 2008 году Турция была приглашена в качестве посредника между Сирией и Израилем по вопросу контроля над Голанскими высотами. Эти переговоры, однако, зашли в тупик после ухудшения турецко-израильских отношений из-за обострения конфликта в Газе.
Потепление отношений в 2000-е годы привело к тому, что Сирия стала рынком сбыта турецких товаров. Турецкий ежегодный экспорт в Сирию за 2001—2010 годы вырос с 281 млн долларов до 1845 млн долларов.

### Военное сотрудничество
26 апреля 2009 года состоялись трёхдневные совместные учения с участием наземных сил, расположенных вдоль их общей границы. По данным турецких военных источников, целью учений было повышение доверия между военными двух стран, а также отработка взаимодействия погранвойск

### Визит президента Турции в Сирию
15-17 мая 2009 президент Турции Абдулла Гюль посетил Сирию с официальным визитом. Визит стал ответом на посещение Турции сирийским президентом Асадом в 2007 году. В состав турецкой делегации вошли также министр иностранных дел Ахмет Давутоглу, министр внешней торговли Зафер Чаглаян, министр сельского хозяйства и министр культуры и туризма Эртугрул Гюнай.
Незадолго до визита стало известно, что Сирия была готова возобновить мирные переговоры с Израилем при посредничестве Турции, на что Турция изъявила согласие. Однако Израиль отверг предложение о посредничестве Турции, настаивая на прямых переговорах с Сирией.

## Трения из-за гражданской войны в Сирии
С начала гражданской войны в Сирии отношения между Сирией и Турцией значительно ухудшились в связи с массовым наплывом беженцев из Сирии в Турцию. Так, уже в июне 2011, после подавления сирийской армией протестных выступлений в г. Джиср-эш-Шугур, по меньшей мере, 3 тысячи сирийских беженцев перешли турецкую границу. Турецкий премьер-министр Реджеп Эрдоган обвинил сирийское правительство в негуманном отношении к собственным гражданам: «они действуют негуманными методами. Это дикость.». В начальный период гражданской войны в Сирии турецкое правительство называло сирийцев, бежавших в Турцию, не «беженцами», а «гостями».

### Развитие событий
9 августа 2011 года турецкий министр иностранных дел Ахмет Давутоглу отправился в Сирию, чтобы передать сирийскому правительству мнение президента Эрдогана. А именно возмущение последнего нецивилизованными действиями правительства Башара Асада против оппозиции. В ходе визита Давутоглу объявил о приостановке всех торговых и иных соглашений между Турцией и Сирией.
21 ноября 2011 года произошёл инцидент с турецкими паломниками на сирийской границе. Два автобуса с паломниками, возвращающихся из Саудовской Аравии, были обстреляны сирийскими солдатами. Инцидент произошёл на контрольно-пропускном пункте Баб Хава близ г. Хомс. В результате обстрела два человека получили ранения
26 марта 2012 года посольство Турции в Сирии прекратило работу. Сотрудники посольства вернулись в Турцию. Продолжило деятельность генеральное консульство Сирии в Стамбуле.
9 апреля 2012 года сирийские войска обстреляли приграничную территорию Турции, в результате чего было убито двое и многие ранены.
22 июня 2012 года Сирия сбила разведывательный турецкий самолёт RF-4E вблизи турецкой-сирийской границы. По утверждению сирийских военных, самолёт нарушил воздушное пространство Сирии. Турецкая сторона отрицала нарушение границы, подчеркнув, что краткие вторжения в воздушное пространство высокоскоростных самолётов являются обычным явлением. Турецкие и сирийские ВМС провели совместный поиск турецкого экипажа сбитого самолёта.
3 октября 2012 турецкая армия атаковала сирийские войска после того, как сирийское миномётный снаряд убил пять человек на территории Турции. Турецкий парламент одобрил военную операцию. Премьер-министр Турции Тайип Эрдоган заявил по этому поводу: «Мы не заинтересованы в войне, но мы близки к ней».
10 октября 2012 года истребитель F-16 турецких ВВС перехватил Airbus A320 сирийской компании Syrian Arab Airlines, шедший рейсом RB442 из Москвы в Дамаск и вынудил его приземлиться в международном аэропорту Эсенбога. Перехват был вызван подозрением о том, что на борту рейса имеется необъявленный груз оружия российского производства. Такой груз был действительно обнаружен; после обыска были изъяты военные средства связи и детали «предположительно, являющиеся запасными частями для ракетной техники». Сирия обвинила Турцию в воздушном пиратстве. Вследствие инцидента Сирия закрыло своё воздушное пространство для турецкой гражданской авиации.
23 октября 2012 года сирийский зенитный снаряд поразил медицинский центр в турецкой провинции Хатай.
В 2012 году были прекращены авиаперелёты между странами.
11 мая 2013 года два заминированных автомобиля взорвались в г. Рейханлы, турецкой провинции Хатай. По крайней мере, 43 человек были убиты и более 140 получили ранения. Взрывы произошли на центральной площади города; первый — примерно в 13:45 по местному времени (10:45 по Гринвичу), второй — примерно через 15 минут. В результате пострадали те, кто пытался помочь жертвам первого взрыва. Этот теракт стал самым смертоносным в истории Турции.
23 марта 2014 года Турция сбила сирийской военный самолёт МиГ-23 вблизи общей границы. Премьер-министр Турции Реджеп Эрдоган заявил, что турецкие ВВС действовали в рамках новых правил применения оружия, введённых Турцией после того как Сирия сбила турецкий самолёт-разведчик 22 июня 2012 года. Сирия осудила турецкие действия, утверждая, что самолёт преследовал силы оппозиции, не нарушая воздушного пространства Турции. Однако, в соответствии с новыми турецкими правилами, ВВС могут применять оружие, если другая сторона приблизится к границе, что воспринимается как угроза.

## Восстановление отношений
В декабре 2024 года в Сирии возобновило работу посольство Турции. С января 2025 года «Turkish Airlines» возобновит полёты в Сирию.

## Гуманитарная помощь
Турция осуществляет гуманитарную помощь Сирии. В 2022 году оказана помощь в размере 51 тыс. тонн гуманитарных грузов. Помощь охватила более 700 тыс. жителей. 
С 2011 года Турцией было отправлено более 26 000 грузовиков гуманитарной помощи.